# Parc national Freycinet
 (février 2010).
Si vous disposez d'ouvrages ou d'articles de référence ou si vous connaissez des sites web de qualité traitant du thème abordé ici, merci de compléter l'article en donnant les références utiles à sa vérifiabilité et en les liant à la section « Notes et références ».
Le parc national Freycinet est un parc national australien sur la côte est de la Tasmanie, à 125 km au nord de Hobart. 
En bordure du parc se trouvent le hameau de Coles Bay et le village de Swansea. Le parc possède une partie de la côte sauvage de Tasmanie et comprend la baie de Wineglass, considérée par plusieurs agences de voyages comme l'une des dix plus belles plages au monde. Ses formations de granit rouge et rose, ainsi qu'une série de pics de granit déchiquetés en ligne, appelés The Hazards « Les dangers », sont un des attraits du parc.
Fondée en 1916, le parc Freycinet est le plus ancien parc de Tasmanie, avec le parc national du mont Field.

## Flore
On y trouve 49 espèces de plantes endémiques à la Tasmanie.

## Faune
Les mammifères trouvés dans le parc incluent le Phalanger renard, le Possum à queue en anneau, le Phalanger volant, le Phalanger pygmée, le Phalanger pygmée de Tasmanie, l'Échidné, le Wombat, la très rare souris Pseudomys novaehollandiae, le Rat d'eau australien, le Rat d'eau, le Bettong de Tasmanie et le Potoroo à long nez. Le diable de Tasmanie était autrefois commun à Freycinet, mais il a connu une baisse significative de densité en raison de la maladie de la tumeur faciale.

## Géologie
Le granite du Dévonien est la roche dominante du parc. L'orthose rose, un feldspath donne aux montagnes et au littoral leur teinte rose caractéristique. On trouve aussi des micas noirs et du quartz blanc. Le côté occidental de l'île Schouten est composé de dolérite Jurassique.

## Climat
Le parc reçoit en moyenne 600 mm de pluie par an. Il a un climat semblable à celui de la France avec en moyenne plus de 300 jours de soleil par an.
| Temp max moyenne (°C)          | 22.8 | 22.6 | 21.4 | 18.6 | 16.1 | 14.1 | 13.7 | 14.7 | 16.7 | 18.0 | 19.5 | 21.8 | 18.3  |
| Temp min moyenne (°C)          | 13.1 | 13.2 | 11.8 | 9.6  | 8.3  | 6.4  | 5.7  | 6.1  | 7.5  | 8.6  | 10.0 | 11.6 | 9.3   |
| Précipitations (mm)            | 61.2 | 60.3 | 53.7 | 50.3 | 47.0 | 36.2 | 48.5 | 48.7 | 33.3 | 65.2 | 58.8 | 36.6 | 601.7 |
| Source : Bureau of Meteorology |      |      |      |      |      |      |      |      |      |      |      |      |       |